# Constantin Bodea
Constantin Bodea (n. 30 aprilie 1891, Ciceu-Giurgești – d. secolul al XX-lea) a fost preot și deputat în Marea Adunare Națională de la Alba Iulia, organismul legislativ reprezentativ al „tuturor românilor din Transilvania, Banat și Țara Ungurească”, cel care a adoptat hotărârea privind Unirea Transilvaniei cu România, la 1 decembrie 1918.

## Biografie
Constantin Bodea a studiat la Facultatea din Cluj și a devenit profesor la Brașov.

## Activitate politică

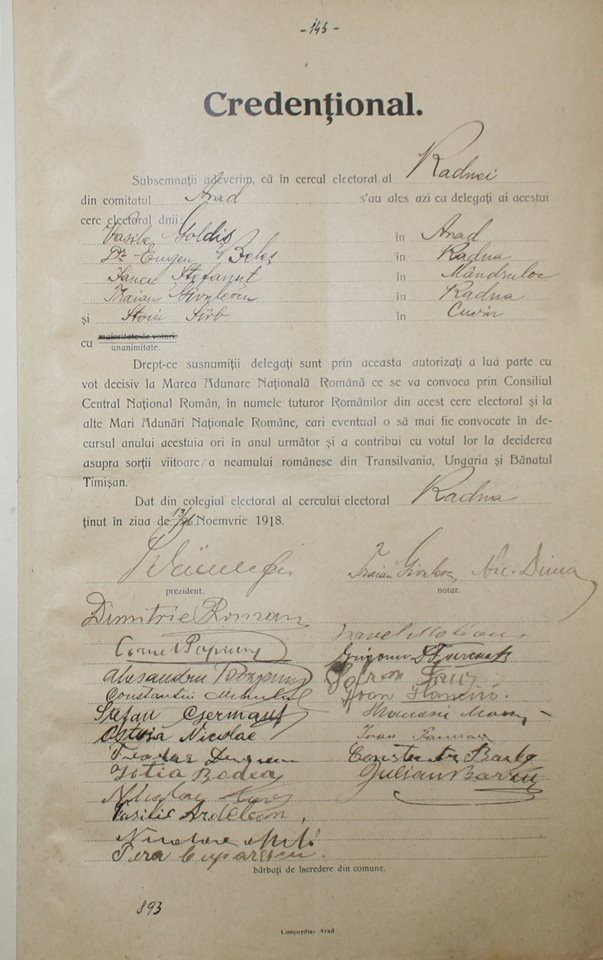
Credențional

Constantin Bodea a participat la Marea Adunare Națională de la Alba Iulia din 1918 în calitate de delegat de drept al Reuniunii Învățătorilor din Greco-Ortodocși Români din tractele Dej și Cetatea de Piatră.